# 森林法共有林事件
森林法共有林事件（しんりんほうきょうゆうりんじけん）とは、共有林分割制限を規定する森林法の規定が、日本国憲法第29条に違反するかが争われた裁判である。

## 概要
静岡県に住むある兄弟は、1947年（昭和22年）に父親から4つの山林を生前贈与され、2分の1ずつの共有の登記を行った。しかし1965年（昭和40年）に、兄が弟の了解なしに山林内の立木を伐採して売ったことから、2人が対立した。弟は信頼関係が崩れたとして、兄に対して山林の2分の1を分割すること等を求めたが拒否された。そのため、弟は山林の分割等を要求して裁判を起こした。
民法第256条では、共有物分割自由の原則を規定しているが、当時の森林法第186条で持分価額で過半数がない共有者の分割請求権を否定する規定が存在した。そのため、この事件の兄弟のように持ち分が半分ずつの共有者は分割できなかった。その結果、静岡地方裁判所では兄に伐採の利益の半分約715万円の支払いを命じたものの、分割請求については「兄が分割に反対しており、森林法第186条が規定する過半数の賛成がない」として弟の分割請求を棄却した。
弟は山林の分割を認めない森林法第186条の規定について、日本国憲法第29条の財産権を侵害するとして最高裁判所に上告した。
1987年（昭和62年）4月22日に最高裁判所は、財産権規制の合憲性の判断基準について「立法の規制目的が、公共の福祉に合致しないことが明らかである場合」又は「規制目的が公共の福祉に合致しても、規制手段が目的達成の手段として必要性または合理性に欠けていることが明らかで、立法府の判断が合理的裁量の範囲を超える場合」は、規制立法が憲法第29条第2項に反するとして効力を否定するとした。
森林法第186条の立法目的は「森林の細分化を防いで森林経営の安定を図り、ひいては森林の生産力を増やすことなどで国民経済の発展に資する」とした上で、「持分価額が等しい2名の共有者間で、共有物の管理などをめぐって紛争が生じた場合、各共有者は適法に管理することができず、ひいては森林の荒廃をまねく」「森林法は森林の分割を絶対的に禁じているわけではない。共有者の協議による分割、あるいは持分価額過半数の共有者の請求による分割などは許している。にもかかわらず、持分価額2分の1以下の共有者の分割だけを許さないことに、強い社会的必要性は見いだせない」として、森林法第186条の規定を日本国憲法第29条に違反する違憲判決を出して、東京高等裁判所に差し戻した。
この大法廷判決は、矢口洪一長官を含めた12人による多数意見であった。大内恒夫と高島益郎は違憲の結論は同じであるが、理由づけが異なる意見を出し、香川保一は規制内容は不合理ではあるとは言えないとして、合憲とする反対意見を出した。
1997年（平成9年）10月8日に東京高等裁判所で、被告との和解が成立し、弟の勝訴が確定した。
最高裁の判決を受けて、1987年（昭和62年）5月に国会で共有林分割請求制限規定を削除する森林法改正案が成立した。